# Корона Болеслава Храброго

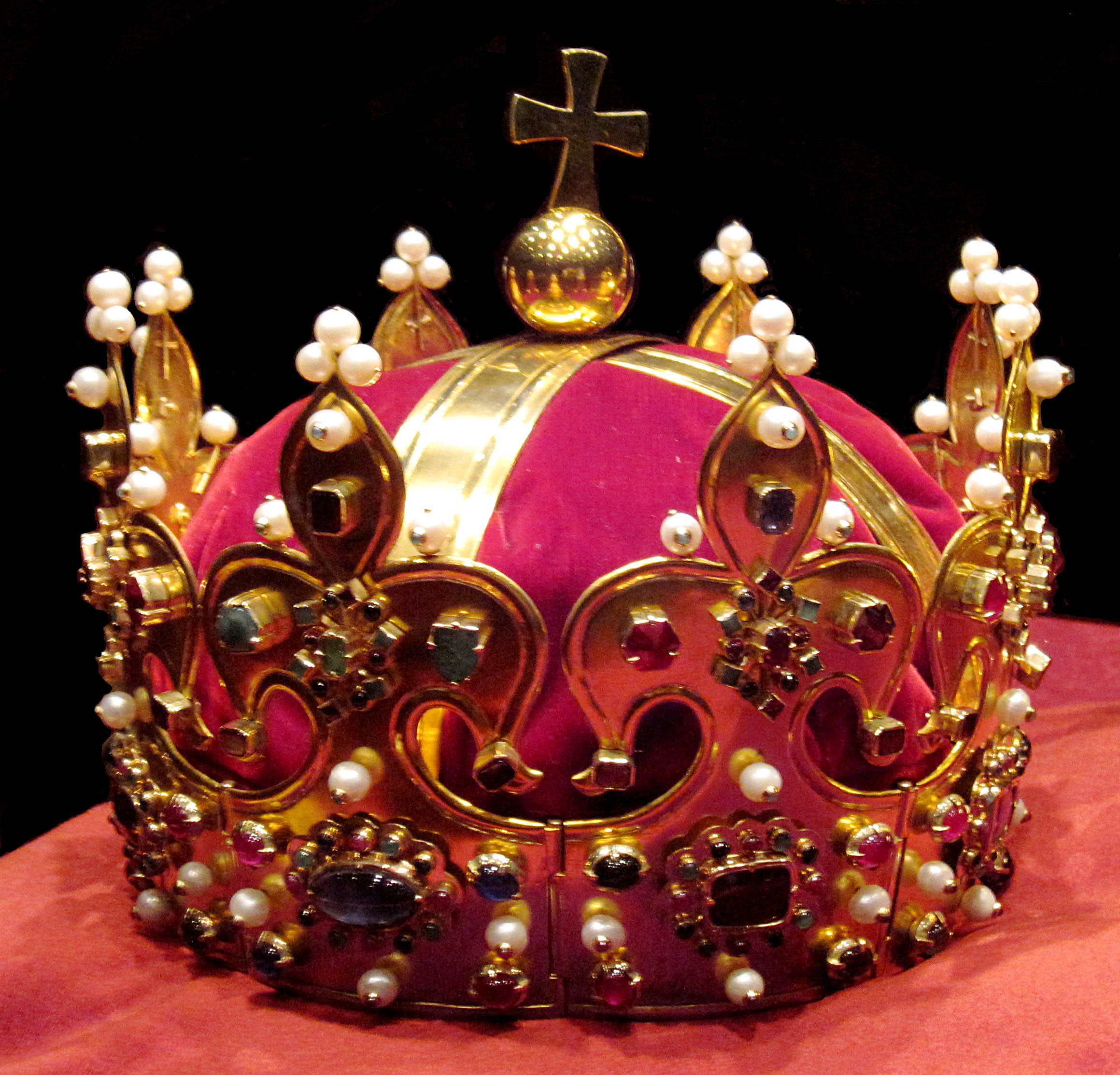
Корона Болеслава Храброго (реплика)

Корона Болеслава Храброго (пол. Korona Chrobrego), также известная как Корона Привилегиата (лат. Corona Privilegiata) — главная коронационная регалия польских монархов.
Название короны условно и отражает не принадлежность, а преемственность, поскольку она была изготовлена для коронации Владислава I Локетека в 1320 году и символизировала первоначальный польский венец, по легенде дарованный более чем за три века до этого первому польскому королю Болеславу I Храброму императором Священной Римской империи Оттоном III.
В дальнейшем ею короновались все польские короли вплоть до последнего, Станислава II Понятовского, в 1764 году. После разделов Польши корона вместе с другими регалиями была увезена из королевской сокровищницы в замке Вавель и впоследствии расплавлена.

## История
Точное происхождение первоначальной польской короны неизвестно. Согласно легенде, на Гнезненском съезде в 1000 году, князь Польши Болеслав I получил от германского императора Оттона III копию Святого Копья и корону как знак королевского статуса. Эта корона позднее была утрачена (возможно, ее увезла в Германию в 1036 году невестка Болеслава королева Рыкса).
Только в 1320 году для коронации Владислава II был изготовлен новый набор регалий, хранившийся на Вавельском холме в Кракове — сначала в сокровищнице собора, а при Ягеллонах перемещеный в сокровищницу королевского замка. Однако корону неоднократно вывозили отсюда: впервые это сделал Людовик I Венгерский в 1370 году. В 1412 году император Сигизмунд I Люксембургский вернул её Владиславу II Ягелло. В XVII веке корону перевозили в Варшаву для коронаций королев. На время шведского вторжения она была спрятана в замке Старой Любовни. В XVIII веке корону вывозили в Силезию и Моравию, а в 1734-1736 годах она хранилась в монастыре Ясная Гора. По случаю коронации Станислава II Августа 25 ноября 1764 года в соборе Святого Иоанна в Варшаве корона была привезена из Кракова в последний раз.

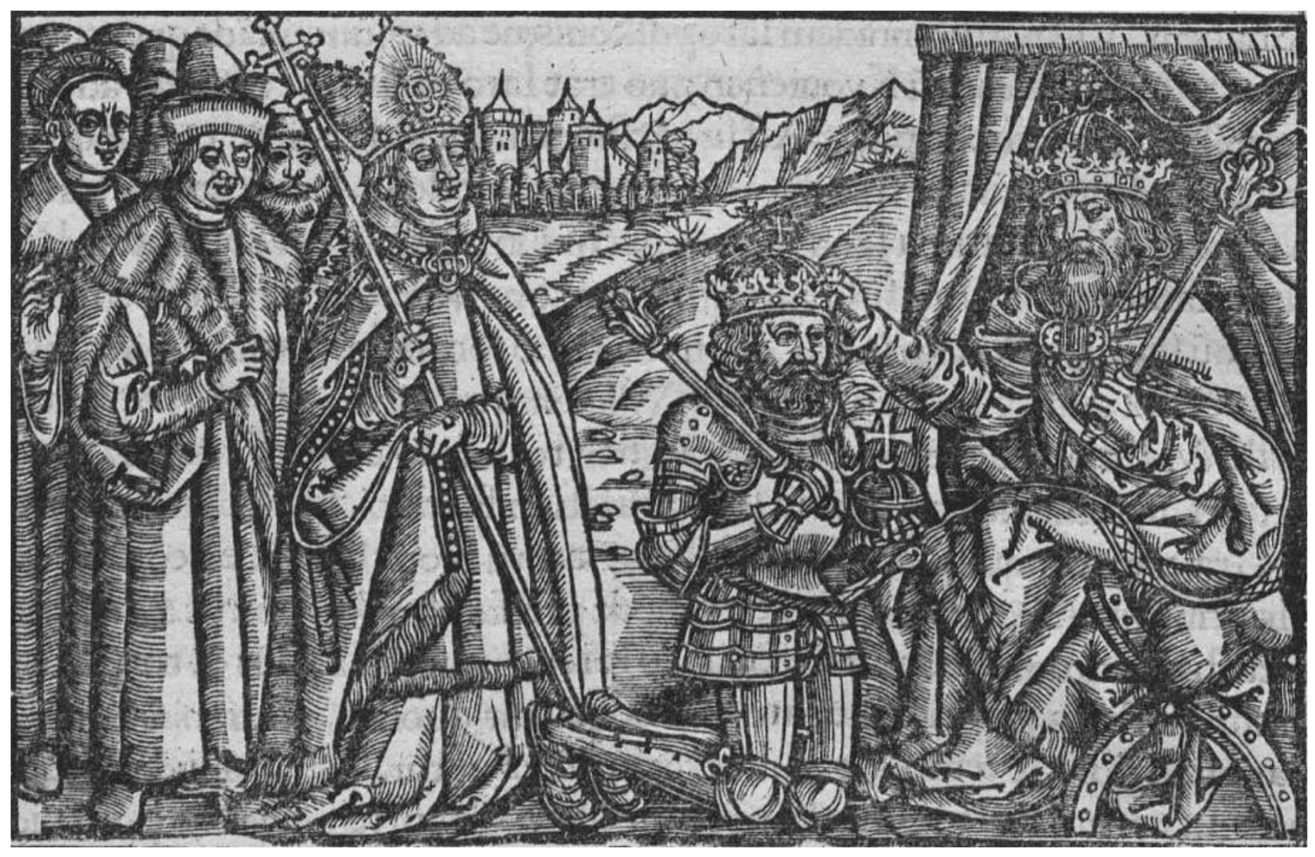
Оттон III коронует Болеслава I («Хроника и деяния князей или правителей польских» — Матвей Меховский, 1519)
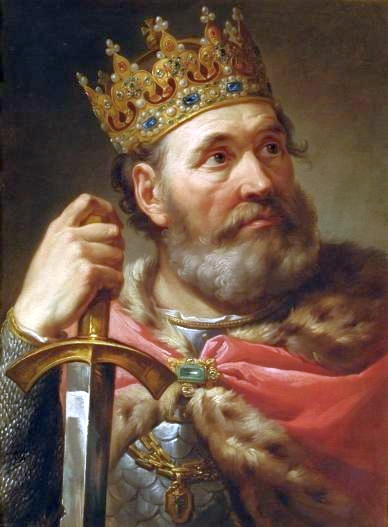
Портрет Болеслава I (Марчелло Баччарелли, между 1768 и 1771)
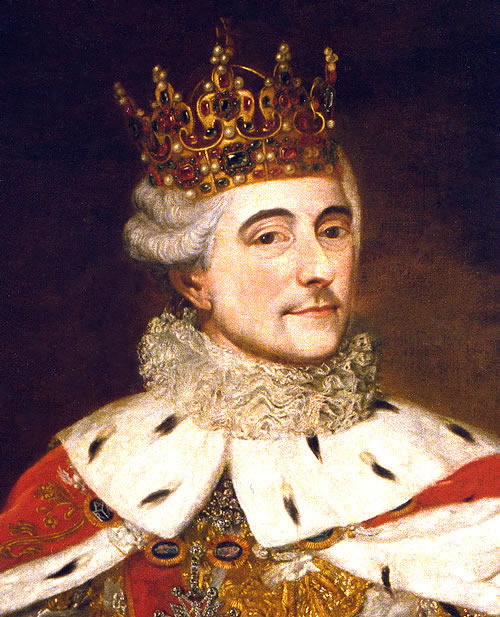
Станислав II в коронационных одеяниях — фрагмент (Кшиштоф Йозеф Вернер[англ.], 1764)

Захват Кракова прусской армией в 1794 году имел драматические последствия. Вавельская коронная сокровищница была разграблена, а королевские регалии вывезены в казну Гогенцоллернов в Берлине и во время наполеоновских войн по приказу испытывавшего финансовые затруднения короля Пруссии Фридриха Вильгельма III переплавлены на чеканку монет.

## Описание
Согласно историческим свидетельствам, корона была украшена 474 неограненными драгоценными камнями и состояла из десяти золотых увенчаных геральдическими лилиями сегментов, скрепленных между собой петлями. Количество сегментов благодаря петлям можно было при необходимости менять. Для Станислава II оно было сокращено до восьми, а для некоторых других монархов пришлось использовать все десять частей. Первоначально венец не был закрыт сверху, однако в конце XV века, чтобы подчеркнуть независимость польского короля от императора, на обруч были добавлены две полукруглых золотых арки, увенчаные золотым шариком (т.н. «глобусом») с крестом.

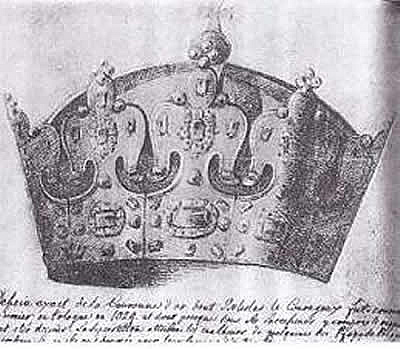
Эскиз короны (Марчелло Баччарелли, до 1794)
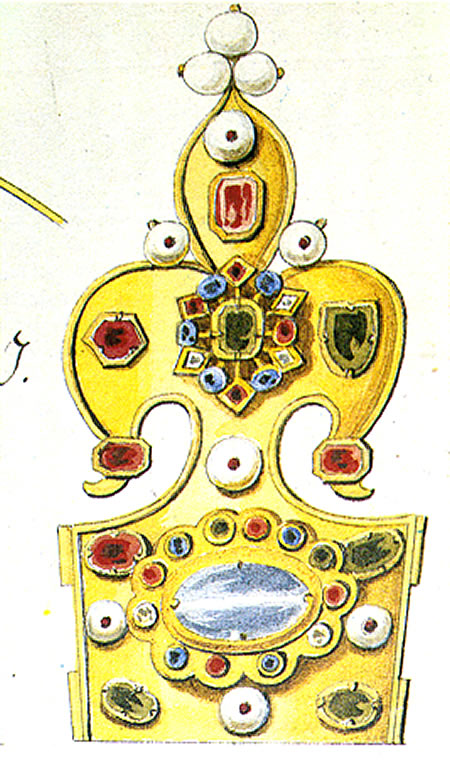
Эскиз сегмента короны (Кшиштоф Йозеф Вернер, до 1764)
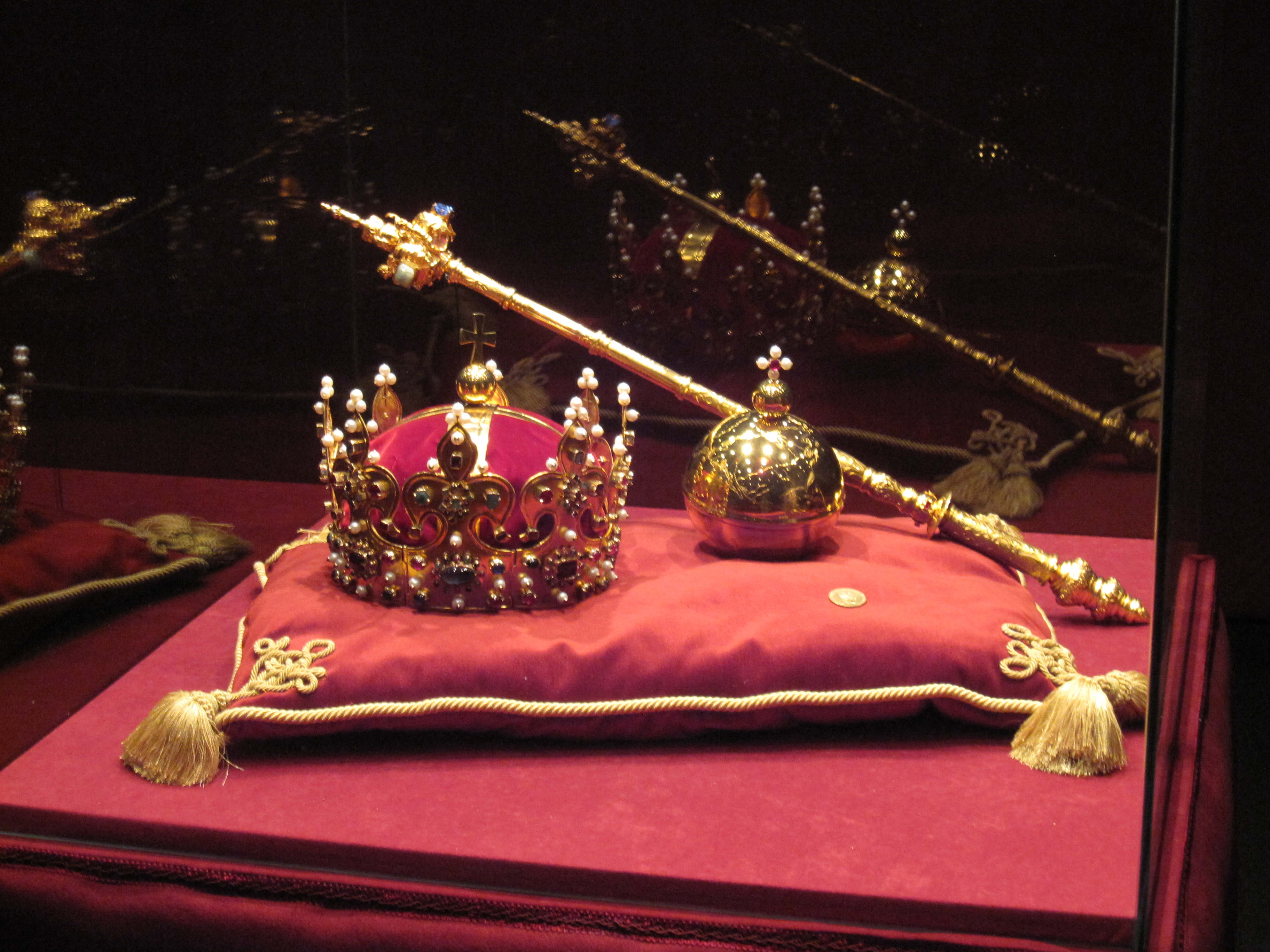
Польские коронационные регалии (реплика)

В 2001-2003 годах группа польских ювелиров под руководством Адама Ожеховского (пол. Adam Orzechowski) на основе исторических рисунков и картин создала реплику короны с использованием прусских монет, предположительно отчеканенных из золота регалий в 1811 году в Кенигсберге. Копия сделана из 21 унции золота, 21 унции серебра, 11 синтетических рубинов, 88 изумрудов, сапфиров и гранатов, 80 жемчужин и королевского пурпурного шелкового бархата. Корона имеет высоту 26 сантиметров, диаметр 18,5 сантиметров и вес 1,28 килограмма.